# Тиск сходження
Тиск сходження — тиск, при якому криві залежностей констант фазової рівноваги всіх компонентів багатокомпонентної системи (суміші) вуглеводнів від тиску сходяться в одну точку, а їх сума дорівнює одиниці. Розрізняють дійсний Т.с. при критичній температурі і позірний Т.с. при інших температурах.
ТИСК СХОДЖЕННЯ ПОЗІРНИЙ — тиск, при якому константи фазової рівноваги компонентів багатокомпонентної суміші сходяться до одиниці, якщо температура суміші відрізняється від критичної.